# ميل مي-28

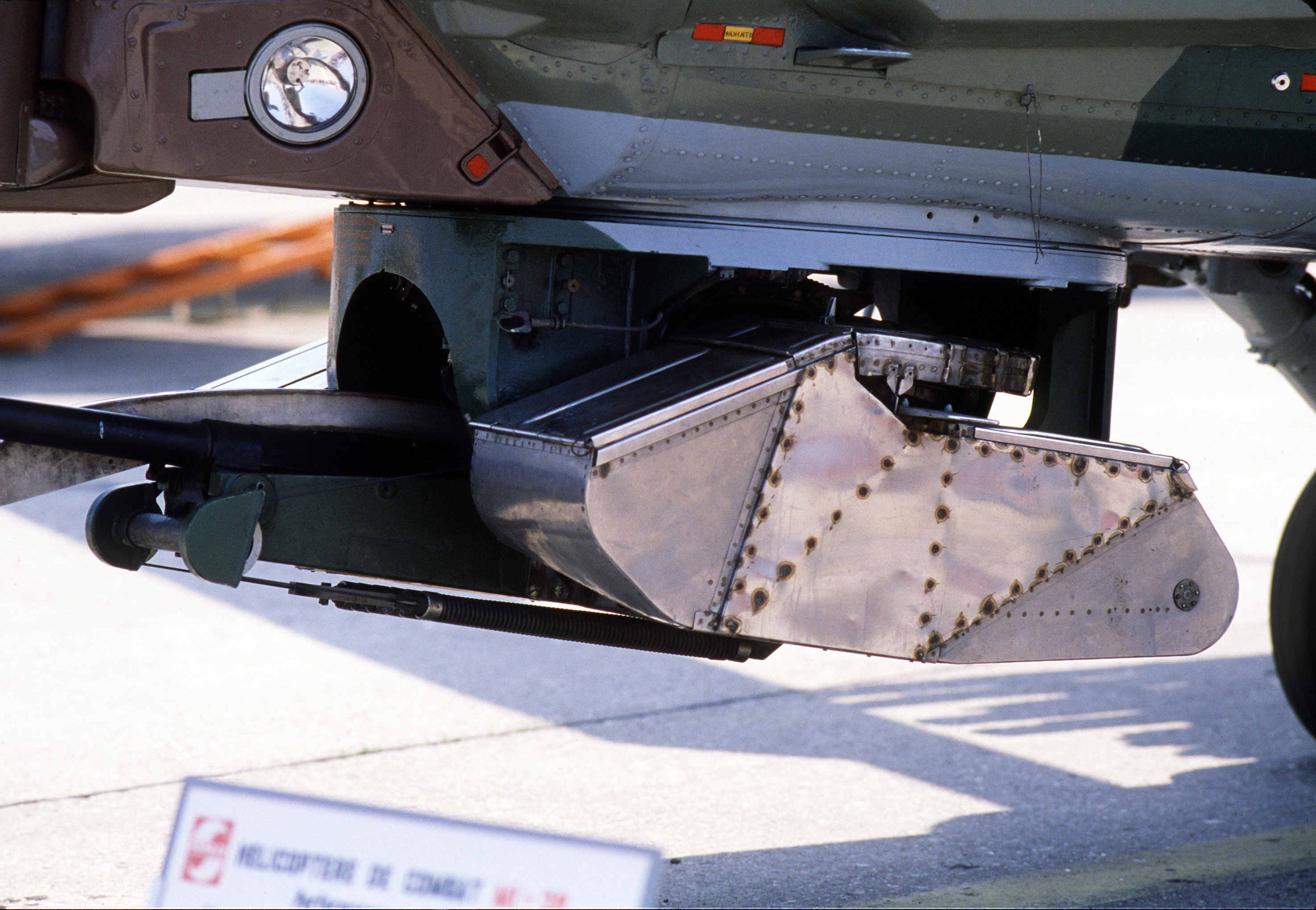
المدفع المضاد للدروع في مقدمة الطائرة

ميل مي-28 أو صَيّادُ اللَيل (كما تسمى من قبل القوة الجوية في العراق) ، (لقب تعريف الناتو 'Havoc') مروحية سوفيتية روسية تستطيع الطيران في جميع الأحوال الجوية وكذلك في الليل أيضا. وهي مصممة لتدمير الدروع وتقديم دعم للمشاة بشكل أفضل من سابقتها ميل مي-24. ويقودها طاقم مكون من طيارين.الحوامة موجهة للقيام بالمهام التالية:
- العثور على دبابات العدو وتدميرها.
- القضاء على الأعداء الفعليين.
- تثبيت حقول الألغام.
- العثور على السفن وتدميرها أو غيرها من الاليات العائمة للعدو.
- الانخراط في القتال مع طائرات العدو المحلقة.
- تدمير الأهداف الجوية محلقة بسرعة منخفضة، ليلا ونهارا وفي جميع الأحوال الجوية

## التطوير
في عام 1972، وبعد الانتهاء من تطوير ميل مي - 24، بدا التفكير لبناء طائرة تكون أفضل من ميل مي-24 وكانت هذه الطائرة هي ميل مي -28. وكان التصميم الجديد قد خفض قدرة النقل (3 جنود بدلا من 8)، والغى المقصورة لتوفير أفضل للأداء العام وسرعة أعلى وتحسين أداء دورها القتالي ضد المدرعات والمروحيات الأخرى إضافة إلى تغطية عمليات الانزال بمروحيات النقل غير المسلحة. في البداية، وضعت العديد من التصاميم المختلفة، بما في ذلك التصاميم غير التقليدية مع اثنين من الدوارات الرئيسية، وضعت مع المحركات على اطراف أجنحة (في تخطيط عمودي)، مع وجود مروحة إضافية على الذيل. في عام 1977، تم اختيار التصميم الأولي، في تخطيط حافظ على الشكل الكلاسيكي بدوار رأسي مفرد في مقدمة الطائرة ودوار الذيل المفرد الدوار.. ولكنها فقدت تشابهها الشكلي مع ميل مي-24 بهذا التصميم

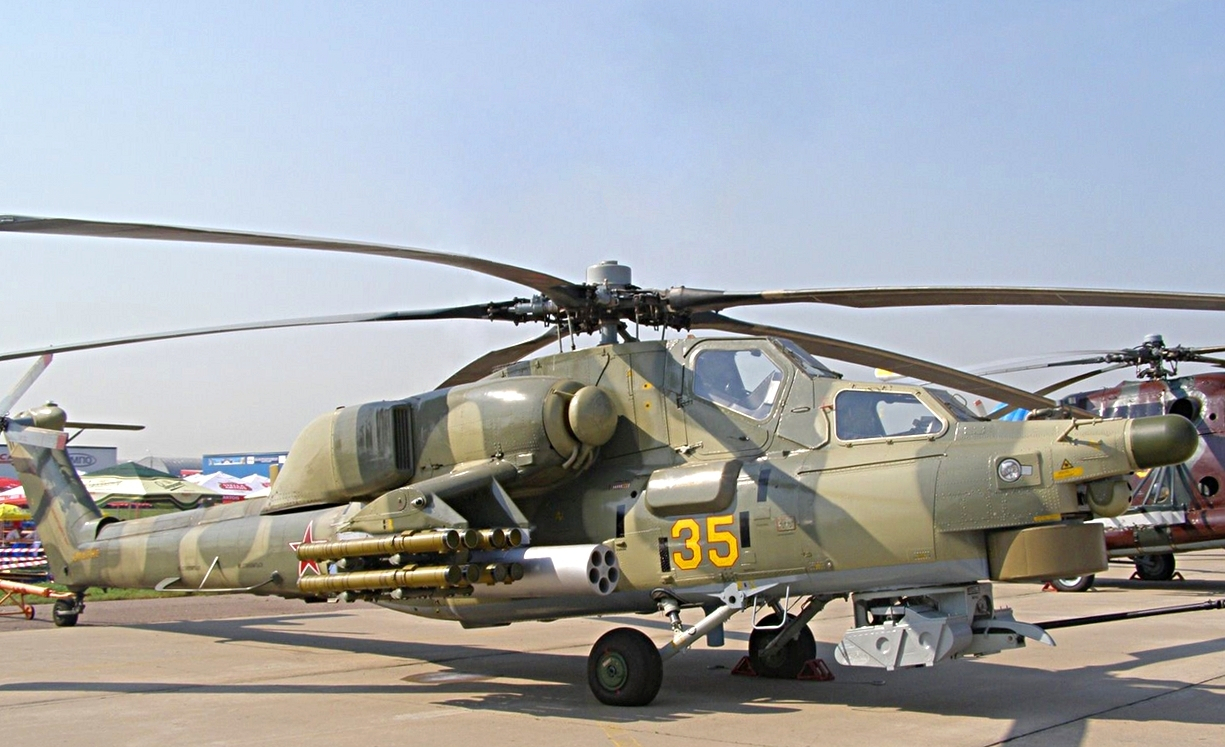
مروحية Mil Mi-28N الملقبة بالصياد الليلي

بدأ العمل على تصميم ميل مي- 28 بأشراف تيتشينكو مارات في عام 1980. وفي عام 1981، تم اكمال تصميم النموذج الأول. ونقل النموذج لأول مرة (رقم 012) في 10 نوفمبر 1982. والنموذج الثاني (رقم 022) اكتمل في عام 1983. في عام 1984، أنجزت ميل مي- 28 المرحلة الأولى من التجارب، ولكن في أكتوبر 1984 تعرض المشروع لخطر كبير فقد ظهرت طائرة كاموف كا-50 لقتال المدرعات واختارها الجيش السوفيتي كمروحية رئيسية لقتال المدرعات.و على الرغم من ذلك استمر مشروع تطوير ميل مي-28، ولكن اولويته أصبحت اقل.. في ديسمبر 1987 وتمت الموافقة دخول ميل مي-28 خطوط الإنتاج في مصنع Rosvertol في روستوف على نهر الدون.
في يناير 1988 حلق النموذج الأول للمروحية. وكانت مزودة بمحركات أقوى وكان دوار الذيل فيها رباعيا. ثم ظهرت Mi-28A لأول مرة في معرض باريس الجوي في يونيو 1989. وفي عام 1991 اكتملت المروحية الثانية مي 28A وحملت رقم (رقم 042) ثم تم إلغاء برنامج مي 28A في عام 1993 لأنه أصبح غير قادر على المنافسة مع كا-50، وعلى وجه الخصوص، انها لم تكن قادرة على الطيران في كل الظروف الجوية.
و في عام 1995 ازيح الستار عن مي 28N، ويشير حرف N إلى الليل وقدرة المروحية على الطيران الليلي. النموذج رقم (014) حلق أول يوم 14 نوفمبر 1996. الميزة الأكثر أهمية هو نظام رادار موضوع فوق الدوار الرئيسي، مماثلة لتلك التي من طراز أباتشي الأمريكية. وتم أيضا في المروحية الجديدة أيضا تحسين أجهزة الرؤية وجهازالتهديف تحت سمع وبصر الطيار، واضيف إليها كاميرا تلفزيونية ورادار بالأشعة ما تحت الحمراء. ولكن المشروع توقف بسبب مشاكل في التمويل. أزيح الستار عن النموذج الثاني مع تحسين لتصميم الدوار في مارس 2004 في مصنع Rosvertol.

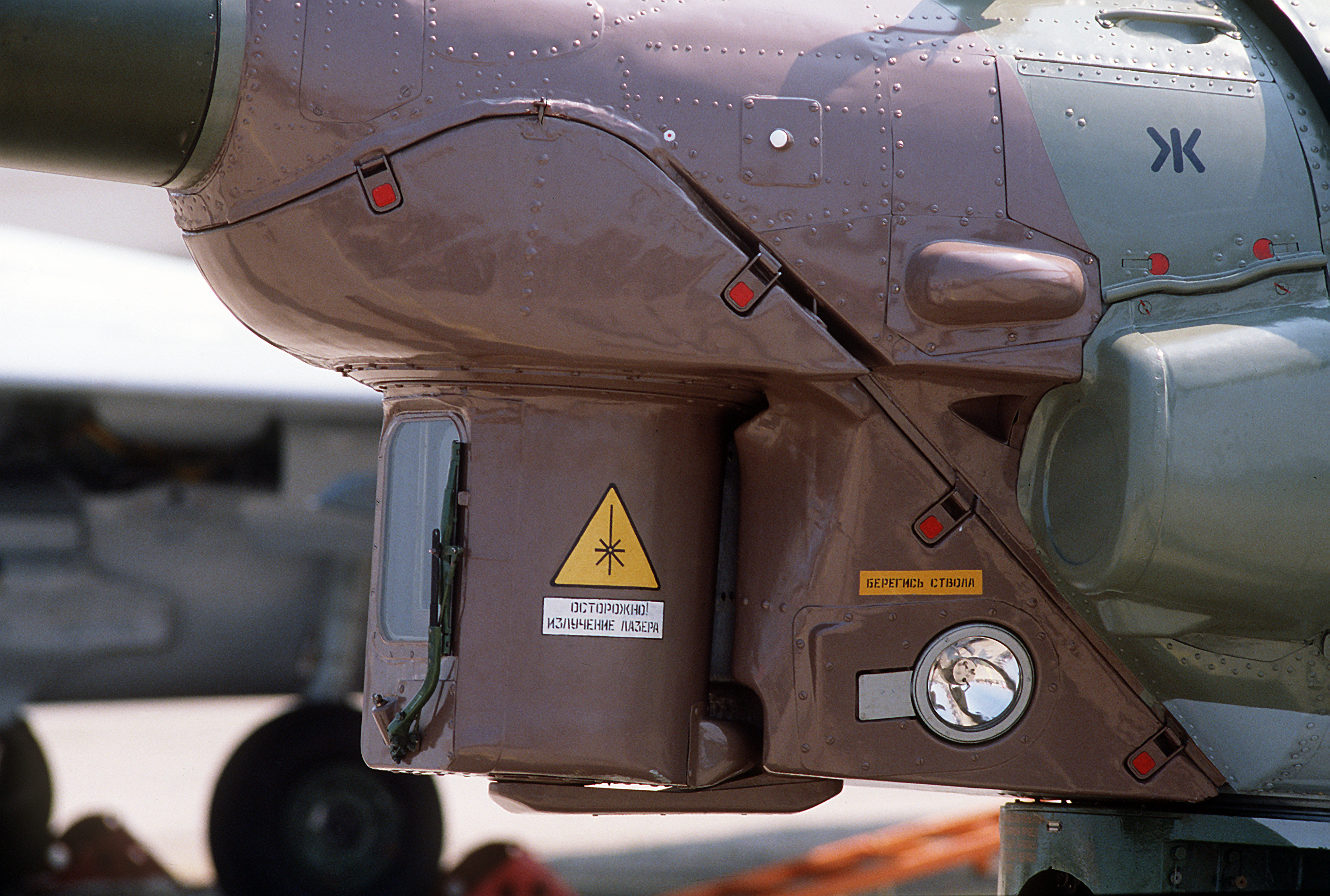
اجهزة الاستشعار في ميل مي-28

التغييرات في الوضع العسكري بعد الحرب الباردة جعلت المروحيات المخصصة لقتال الدبابات مثل كا-50، أقل فائدة. ومن ناحية أخرى، فان الطائرة الجديدة مي 28N تستطيع الطيران في جميع الأحوال الجوية، وكما ان أداء كا - 52 كان سيئا بسبب الوزن الزائد فيها. وهكذا أصبحت مزايا مي 28N، مثل قدرة العمل في جميع الأحوال الجوية، وانخفاض التكلفة، وتشابهها مع ميل مي - 24، أصبحت هذه المزايا توافق المعايرر الروسية الجديدة.و في عام 2003، أعلن قائد القوات الجوية الروسية بان مروحية - 28N مي سوف تصبح المروحية الهجومية الأساسية في الجيش الروسي
وتم تسليم أول دفعة ميل مي - 28N للجيش في عام 2006. ومن المخطط ان يصل عدد الطائرات الداخلة في الخدمة عام 2015 ما مجموعه 67 مي 28Ns التي سيتم شراؤها وعندها سيتم إخراج ميل مي-24 من الخدمة

## السجل التشغيلي للمروحية
تلقى الجيش الروسي أول دفعة من ميل مي 28N في عام 2006. ثم انضمت مروحيتان إضافيتان لاحقا. دخلت الطائرة الخدمة في عام 2006. ما مجموعة 24 مي 28s كانت في الخدمة مع القوات الجوية الروسية بتاريخ فبراير 2011
و قد طلب الجيش الهندي المروحية بنموذجها الاصلي مع تركيب إلكترونيات الطيران الفرنسية والبلجيكية. المصانع الروسية تناقش كيفية تلبية هذه المتطلبات.كما يمتلك الجيش الجزائري عدد من هذه المروحيات

## الحوادث
في 15 فبراير 2011 تحطمت ميل مي 28 في منطقة ستافروبول جنوب روسيا. اصيب أحد الطيارين اصابة بالغة قبل أن يفارق الحياة في وقت لاحق بالمستشفى.
```
وفي 12 أبريل 2016 أعلنت وزارة الدفاع الروسية عن تحطم مروحية من نفس الطراز في سوريا بمنطقة القريتين قرب حمص أثناء تنفيذها مهام قتالية دون تعرضها لإطلاق نار وذلك في إطار الدعم العسكري الروسي لنظام بشار الأسد وقد أسفر الحادث عن مقتل طاقم الطائرة المكون من طيارين.
```

## الطرازات
- مي-28 (Mi-28): إصدار النموذج الأولي، أو لرحلة عام 1982.
- مي-28أي (Mi-28A): الإنتاج الأصلي لمروحية المضادة للدبابات، تم تطويرها سنة 1998 وحلقت لأول مرة مرة عام 2003.
- Mi-28N/MMW Havoc: مروحية مقاتلة وقادرة على التحليق في جميع الأحوال الجوية وقادرة على التحليق الليلي أيضا. تختلف عن النسخة الأصلية في أجهزة الطيران التي شملت إضافة رادار جديد وتحسين أجهزة الرصد والتهديف وإضافة محركين جديدين كما وتم تصينع هذه المروحية في أوكرانيا بترخيص روسي. وأُطلق على هذه المروحية لقب الصياد الليلي.
- Mi-28D

مروحية نهارية وتختلف عن سايقتها بعدم وجود أجهزة الرادار.
- 'Mi-28NAe

النسخة التصديرية المقدمة لكوريا الشمالية.
- Mi-28L

النسخة العراقية من المروحية. كان من المفترض إنتاج المروحية في العراق بترخيص روسي ولكن المشروع الغي عقب حرب الخليج الثانية عام 1991

## المشغلون
روسيا
القوات الجوية الروسية.
 الجزائر
القوات الجوية الجزائرية: 42 مروحية هجومية طراز ميل مي-28 الصياد الليلي (Mi-28NE). الصفقة أعلنت سنة 2014.
كما تم طلب 12 أخرى سنة 2024
 العراق
القوات الجوية العراقية : 30/20 مروحية Mi-28NE.
 كينيا
القوات الجوية الكينية:Mi-28.

## المواصفات
الخصائص العامة
- الطاقم : ملاح واحد في القمرة الخلفية، ومشغل أسلحة واحد في مقدمة الطائرة
- الطول: 17.01 مترا
- قطر الدوار الرئيسي: 17,20 م
- الارتفاع: 4.70 متر
- الوزن فارغة : 8600 كلغ
- الوزن بالشدة القصوى: 10700 كجم
- أقصى وزن للإقلاع : 11500 كجم
- المحرك : 2 × كليموف TV3 - 117VMA turboshaft، 1636 كيلوواط (2194 SHP) لكل منهم

الأداء
- السرعة القصوى : 320 كلم / ساعة (172 عقدة، 199 ميل في الساعة)
- المدى : 435 كم (234 NMI، 270 ميل)
- المدى باستخدام حزانات الوقود الاضافية: 1100 كلم (593 NMI، 683 ميل)
- أعلى ارتفاع : 5700 متر (19000 قدم)

التسليح 
- وقد تم تجهيز طراز Mi-28 ب المدفع الآلي 2A42 Shipunov ذو 30 ملم المحمول على الذقن. المدفع مصمم باختيار طريقة اطلاق النار، ويحتوي على تغذية المزدوجة، والذي يسمح لمعدل دورة من اطلاق النار بين 200 طلقة في الدقيقة الواحدة إلى 550 طلقة في الدقيقة الواحدة وفي المدى الفعال يختلف من 1500 متر عن المركبات البرية إلى 2,500 متر للأهداف الجوية. ويمكن استخدام قذائف متفجرة عالية من المحرقة (HEI) قبقاب الثقب والنبذ للدروع (APDS). الاختراق صرح ل3UBR8 هو 25 ملم RHA في 1,500 متر.
- مشترك واحد من طراز Mi-28 التسلح هو زوج من 8 رفوف الصواريخ معتقة جنبا إلى جنب مع 2 من حاملات الصواريخ B-13L، كل قادرة على تحمل 5 صاراويخ S-13 . وتشمل الخيارات الأخرى حاملين للصواريخ B-8، كل قادرة على حمل ما يصل إلى 20 صاروخا S-8 .
- هناك أربعة أنواع من الصواريخ Ataka لمختلف المهام. يتم استخدام (9M120) جنبا إلى جنب مع الرؤوس الحربية شديدة الانفجار المضادة للدبابات (HEAT) كبديل ضد الدبابات المزودة بالدروع المضدة للمتفجرات (ERA)، يمكنها اختراق 800 ملم من درع مكون من حديد التصفيح المتجانس (RHA). يتم استخدام البديل 9M120F الحراري ضد المشاة والمباني والمخابئ والكهوف. يستخدم البديل الرأس الحربي 9M120O ضد الطائرات الهليكوبتر الأخرى. جميع هذه البدائل تنتمي لفئة 6 كم. و 9M120M نسخة محسنة تنتمي لفئة أطول (8 كم) وتغلغل أفضل (900 ملم (RHA) كل البدائل تستخدم نظام توجيه الصواريخ SACLOS .
- صواريخ S- 8 و S- 13 المستخدمة من قبل في طراز Mi- 28 وعادة ما تكون غير موجهة. في التكوين الأكثر شيوعا، ويمكن للمرء أن يتوقع 40 S- 8 أو 10 صواريخ S- 13 صاروخا. كلا صواريخ لها بدائلها، من الرؤوس الحربية HEAT أو الحرارية. و S- 8 لديها مجموعة أقصر وأصغر من الرؤوس الحربية S- 13، ولكن بفارق العدد.
- حاليا، القوات الجوية الروسية تقوم بترقية صواريخها S- 8 و S- 13 بتلك الموجهة بالليزر مع نظام Ugroza (" الخطر ") المقترح. الصواريخ مطورة تحت نظام Ugroza تلقى التسميات S- 8Kor و S- 13Kor ، على التوالي.